# Umweltforschungsplan
Der Umweltforschungsplan (UFOPLAN) ist Teil der Ressortforschung der Bundesrepublik Deutschland.
Im Rahmen des Umweltforschungsplans werden Forschungs- und Entwicklungsvorhaben (F+E-Vorhaben) vergeben, die Entscheidungsgrundlagen und -hilfen für die Naturschutz- und Umweltpolitik der Bundesregierung liefern sollen. Sie dienen insbesondere der Vorbereitung, Überprüfung und Weiterentwicklung von nationalen und internationalen Rechtsvorschriften und Programmen sowie hoheitlichen Aufgaben im Rahmen des Naturschutzes.
Die jeweilige Vergabebehörde sind Umweltbundesamt, Bundesamt für Naturschutz, Bundesamt für Strahlenschutz, Bundesinstitut für Bau-, Stadt- und Raumforschung im Bundesamt für Bauwesen und Raumordnung sowie in Einzelfällen das Bundesministerium für Umwelt, Naturschutz, Bau und Reaktorsicherheit selbst.
Forschungsfelder liegen 2015 in den Bereichen Klimaschutz, Anpassung an die Auswirkungen des Klimawandels, Ressourcenschutz, Rohstoffpolitik, Kreislauf- und Abfallwirtschaft, ökologische Gestaltung von Produkten und Produktionsweisen, Umwelt und Wirtschaft, Grundwasser- sowie Gewässer-, Boden- und Meeresschutz. Ebenso gehören Fragen der Luftreinhaltung, des Lärmschutzes, der nachhaltigen Mobilität wie auch der Bereich Umwelt und Gesundheit sowie die Chemikaliensicherheit dazu. Weitere Schwerpunkte liegen im Naturschutz sowie in der Reaktorsicherheit und im Strahlenschutz.
Zu Beginn der 18. Legislaturperiode wurden mehrere thematische Zuständigkeiten anderen Ministerien zugeordnet. Die Zuständigkeiten für Stadtentwicklung, Wohnen und Bauen wurden in das BMUB verlagert. Der energiepolitische Bereich der erneuerbaren Energien wurde an das Bundeswirtschaftsministerium abgegeben.